# De Eendracht (Alphen aan den Rijn)
Korenmolen de Eendracht is als pelmolen “De Twee Gebroeders” nieuw gebouwd in Zaandam in het jaar 1752.
Tot 1897 heeft deze molen daar dienst gedaan als pelmolen om rijst en gerst te pellen.
Eind oktober 1897 werd de molen buiten bedrijf gesteld en op 6 november 1897 werd de verzekering van deze molen opgezegd. Enkele dagen later werd de molen verkocht aan de Alphense molenaar Matthijs Dam.
Deze liet de molen nog voor de jaarwisseling afbreken en bracht hem over naar Alphen aan de Rijn waar hij als korenmolen De Eendracht langs de Oude Rijn weer werd opgebouwd.
Herbouw
In Alphen aan den Rijn komt de molen te staan aan de Oude Rijn, in buurtschap Gouwsluis. De molen vervangt daar een andere molen, die even ten noorden van de spoorbrug op de westeroever van de Gouwe stond en moest wijken voor een verbreding van de waterweg ter plaatse.
Deze molen heette aanvankelijk Het Fortuin, later De Eendragt. Die laatste naam gaat nu over naar de “nieuwe” molen. Molenaar en opdrachtgever van de herbouw is Matthijs Dam. Op 5 mei 1898 is de herbouwde molen in Alphen aan den Rijn opgeleverd.
Omdat de molen oorspronkelijk ingericht was om gerst en rijst te pellen maar als korenmolen herbouwd werd, moest het een en ander aan het gaande werk (zo noemt men het stelsel van assen en tandwielen in een molen) verbouwd worden.
Een ander opvallend kenmerk van De Eendracht is de breedte van de molenromp. Is bij de meeste stellingmolens de meelzolder 6 à 8 meter breed, bij De Eendracht bedraagt dit wel 11 meter
In het oude graanpakhuis van de molen is een Indonesisch restaurant gevestigd.

## Technische gegevens van de molen
De molen is een zogenaamde “Stellingmolen”. 
- 8-kantige molen van grenenhout, gedekt met leisteen.
- Vlucht (diameter van de wieken): 23,70 meter
- Hoogte van de stelling: 10,6 meter.
- Kap draait op 54 stalen rollen.
- Vang: Vaste stutvang uit 5 delen, vangbalk met haak, vangstok, keppel, pal

Steenkoppels:
- 2 composiet steenkoppels op de wind gedreven
- 1 composiet steenkoppel door de dieselmotor gedreven

Overbrengingen:
- Bovenwiel: 65 kammen (tanden)
- Bonkelaar: 36 kammen (steek 13,8 cm)
- Spoorwiel: 2 rijen van 89 kammen

Steenschijfloop:
- 1e koppel: 24 staven (totale overbrenging wiekenas : steen = 1 : 6,7)
- 2e koppel: 21 staven (totale overbrenging wiekenas : steen = 1 : 7,6)

Daarnaast beschikt de molen over
- 1 petkus graanreiniger uit 1910
- 1 plansichter filtersystem.
- 1 borstelbuil filtersysteem.
- 1 zakkenklopper
- 4 graansilo’s

Meeltransportsysteem door onderdruk

## Dieselmotor "De Oude Bram"
In 1934 werd besloten tot de aanschaf van een dieselmotor. De motor wordt met water uit de Oude Rijn gekoeld. Het merk is ‘De Industrie’, een bedrijf dat in Alphen aan den Rijn gevestigd was, maar niet meer bestaat. Na de revisie van de motor in 1983 kreeg hij de naam ‘De Oude Bram’, een ode aan de laatste molenaar Bram Walraven. De dieselmotor drijft een koppel maalstenen, een graanreiniger en een ventilator aan om het gemalen meel door de molen te transporteren.
De motor is een twee cilinder viertact dieselmotor met een vermogen van maximaal 60  APK (44KW) bij 360 omwentelingen per minuut.
Het bouwnummer was 3034, en het type 2VD5.
Bij de aanschaf in 1934 kostte deze motor 4650 gulden.
De motor weegt 4350 kilogram waarvan het vliegwiel zo’n 1300 kilogram.
De cilinderinhoud is 26,6 liter.
Het vermogen van de motor is 60 epk.
| Toerental | Stationair 170 omw./min. Maximaal 360 omw./min. Tijdens bedrijf 330 omw./min. |
| Slag      | 320 mm                                                                        |
| Boring    | 230 mm                                                                        |